# Наблюдения до открытия
Наблюдения небесных тел до их официального открытия — распространённое явление в истории астрономии.
Наибольший интерес представляет обнаружение изображения небесных тел на старых фотопластинках, что позволяет повысить точность расчёта орбиты вновь открытых объектов. В настоящее время компьютеры значительно облегчают этот процесс за счёт автоматизированного сравнения оцифрованных старых снимков с электронными каталогами звёзд.

## Примеры
Уран и Нептун неоднократно наблюдались до их открытия, но обычно их принимали за звёзды. Например, Галилео Галилей наблюдал Нептун 28 декабря 1612 года и 27 января 1613 года. Жозеф Лаланд в 1795 году также принял Нептун за звезду. Джон Флемстид в 1690 году каталогизировал Уран как звезду «34 Тельца».
(2060) Хирон был открыт в 1977 году, однако он был обнаружен на старых снимках вплоть до 1895 года.

### Астрономические объекты
| Объект             | Год открытия | Год предшествующего наблюдения |
| ------------------ | ------------ | ------------------------------ |
| (2) Паллада        | 1802         | 1779                           |
| Плутон             | 1930         | 1909, 1914                     |
| (38628) Гуйя       | 2000         | 1996                           |
| (28978) Иксион     | 2001         | 1982                           |
| (50000) Квавар     | 2002         | 1954                           |
| (307261) Мани      | 2002         | 1954                           |
| (90377) Седна      | 2003         | 1990                           |
| (90482) Орк        | 2004         | 1951                           |
| Хаумеа             | 2005         | 1955                           |
| Эрида              | 2005         | 1954                           |
| Макемаке           | 2005         | 1955                           |
| (225088) 2007 OR10 | 2007         | 1985                           |
| Луман 16           | 2013         | 1978                           |
| 2I/Borisov         | 2019         | 2018                           |

## Текущие проекты
DANEOPS (DLR-Archenhold Near Earth Objects Precovery Survey) и ANEOPP (The Arcetri Near Earth Object Precovery Program) — программы систематического изучения астрономических фотоархивов для выявления старых регистраций околоземных объектов.